# Castillo de Sammezzano
El Castillo de Sammezzano, es un palacio italiano rodeado por un gran parque que se encuentra en la localidad de Leccio, en el municipio de Reggello, en la provincia de Florencia.

## Historia y descripción
El edificio principal es una construcción ecléctica con un predominio del estilo orientalista a consecuencia de la renovación realizada en el siglo XIX de un edificio construido en 1605 a instancias de la familia Ximenes D'Aragon. Sin embargo, la historia del lugar es más antigua y se remonta a la época romana. El historiador Robert Davidsohn , en su Historia de Florencia, dice que en 780 Carlomagno pudo haber pasado al regresar de Roma, donde hizo que el Papa bautizara a su hijo.
La finca a la que pertenece el palacio perteneció durante siglos a varias familias importantes: los Altoviti , luego, a instancias del duque Cosme de Médici, a Giovanni Jacopo de Medici, quien finalmente lo vendió a Sebastiano Ximenes. Estos activos permanecieron en la familia Ximenes de Aragón hasta el último heredero, Ferdinando, muerto en 1816.
En un inventario de 1818, el palacio aparece como una estructura de gran volumen, con bastión y una escalera de entrada en el lado opuesto al de las escaleras de acceso actuales y de las cuales hoy no hay rastro. Tras un largo proceso relacionado con el testamento de Ferdinando Ximenes, los bienes, el nombre, el escudo de armas y los títulos de la familia Ximenes de Aragón, así como la vasta herencia de Sammezzano, pasaron al hijo mayor de Vittoria, la hermana de Ferdinando, y esposa de Niccolò Panciatichi.

### El rediseño delsigloXIX
Posteriormente fue heredado por Ferdinando Panciatichi Ximenes de Aragón, quien lo rediseñó entre 1853 y 1889. En unos cuarenta años, el marqués diseñó, financió y construyó el parque y el castillo de Sammezzano, el ejemplo más importante de arquitectura orientalista en Italia. Todos los ladrillos, estucos y azulejos fueron hechos en el sitio por mano de obra local debidamente capacitada.
En la ola de la corriente cultural llamada "Orientalismo" que se extendió por toda Europa desde principios del siglo XIX y que vio uno de los principales centros de Florencia, Ferdinando comenzó a modificar la estructura existente y crear nuevas salas: el hall de entrada en el 1853, en 1862 el Corredor de las Estalactitas, el Salón de Baile en 1867 hasta la Torre Central que muestra la fecha de 1889 tallada.
Durante 1878 en el palacio se hospedó el rey de Italia Humberto I.

### Después de la II Guerra Mundial
Después de la guerra, se utilizó como hotel de lujo y como escenario de numerosas producciones cinematográficas.

### SigloXXI
A pesar de ser subastado en 1999 y que se han llevado a cabo algunas obras urgentes de restauración, el palacio se encuentra en un estado de abandono. En octubre de 2015, el castillo volvió a salir a subasta debido a los problemas de liquidez de la empresa italiano-inglesa que lo compró en 1999 con un precio de partida de 20 millones de euros pero no hubo pujas para obtenerlo y la subasta quedó desierta.
Durante la primera subasta, toda la propiedad de Sammezzano se convirtió en objeto de una campaña nacional de sensibilización que obtuvo:
- La redacción de 10 mociones parlamentarias dirigidas a los Ministerios de Patrimonio Cultural , Medio Ambiente y Economía ;
- La aprobación, el 10 de mayo de 2016, de una moción regional, que compromete al Consejo Regional de Toscana "a emprender cualquier iniciativa útil, también en concierto con las autoridades locales interesadas, para que el Castillo Sammezzano y el parque secular, independientemente de la naturaleza del sus propiedades y dada su singularidad histórico-cultural, pueden mantener la accesibilidad pública y la usabilidad necesarias e implementar acciones de sensibilización y acciones destinadas a mejorar y dar a conocer el complejo Sammezzano [...] ";
- La inscripción de Sammezzano en la Lista Roja del Patrimonio Cultural en Peligro promovida por Italia Nostra ;
- El primer lugar en el censo promovido por el Fondo italiano para el medio ambiente (Luoghi del Cuore) 2016 con más de 50 mil votos.[4]
- La inclusión en la lista de los 7 lugares culturales más amenazados de Europa promovida por Europa Nostra[5]

En mayo de 2017 fue subastado nuevamente para ser comprado por una empresa con sede en Dubái por 14,4 millones de euros. Al mes siguiente, la venta fue cancelada por el tribunal de Florencia.

## El palacio en el cine y en la música
El castillo aparece (en interiores y a veces en exteriores) en varias películas:
- En 1972 para Finalmente... le mille e una notte de Antonio Margheriti.
- En 1974 para Las mil y una noches de Pier Paolo Pasolini.
- En 1977 para Il figlio dello sceicco de Bruno Corbucci.
- En 1985 para Sono un fenomeno paranormale de Alberto Sordi.
- En 1989 para la ficción televisiva A cena col vampiro de Lamberto Bava.
- En 1990 para Giorni felici a Clichy de Claude Chabrol.
- En 2015 para Tale of Tales, dirigida por Matteo Garrone y protagonizada por Vincent Cassel y Salma Hayek
- En 2015 para el drama de televisión L'Oriana, dirigido por Marco Turco y protagonizado por Vittoria Puccini.

Además, dentro del castillo se grabaron tres videoclips musicales:
- En 1986 para el dúo entre Fiordaliso y Pupo en La vita è molto di più[8]
- En 1990 para el dúo entre Mietta y Amedeo Minghi en Vattene amore[9]
- En 2016 , para Ora o mai più (le cose cambiano) de Dolcenera.[10]

## Galería
|                       |
| Atrio de las columnas |

|                     |
| Salón de los lirios |

|                     |
| Salón de los lirios |

|         |
| Rotonda |

|        |
| Minhar |

|                |
| Salón de Amori |

|                      |
| Cúpula de la capilla |

|          |
| Una sala |

|                    |
| Sala con vidrieras |

|       |
| Techo |

|              |
| Decoraciones |

|              |
| Decoraciones |

|                   |
| Sala de los pavos |

|                   |
| Detalle del techo |

|              |
| Decoraciones |